# Santiago National FC

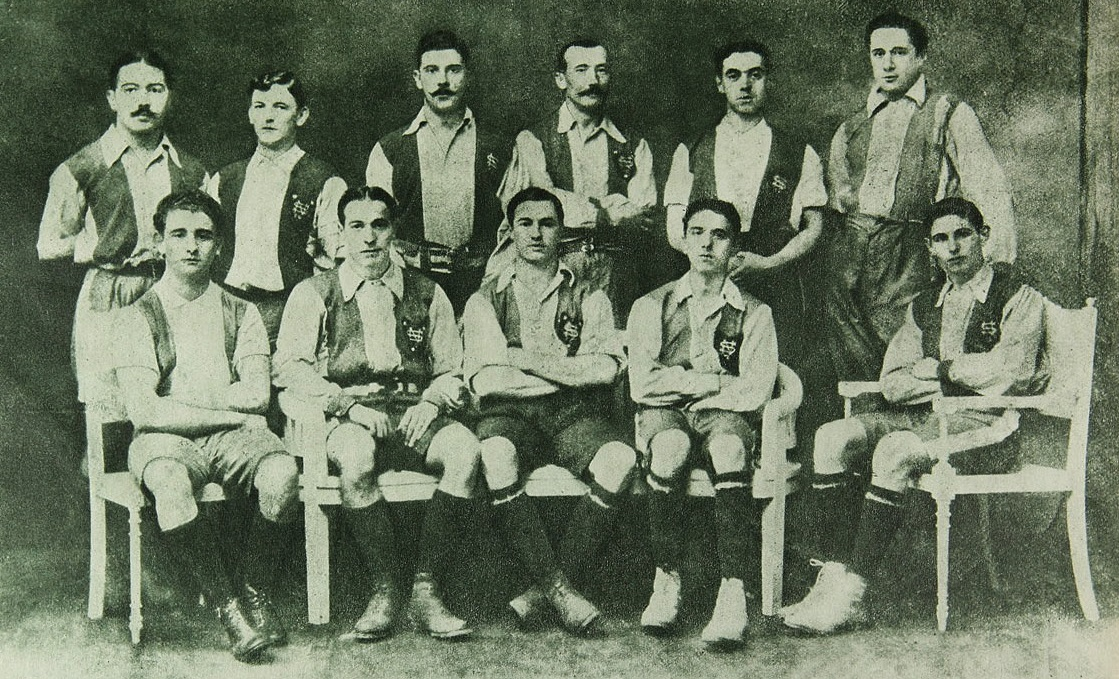
Santiago National 1905

Der Santiago National Football Club war ein Fußballverein aus der chilenischen Hauptstadt Santiago de Chile. Der am 10. Oktober 1900 gegründete Verein entsprang den oberen Gesellschaftsschichten Santiagos und leistete zu Anfang des 20. Jahrhunderts einen großen Beitrag, den Fußballsport in Chile zu verbreiten. 1933 war Santiago National eines der acht Gründungsmitglieder der chilenischen Profifußball-Liga.
1940 vereinigte sich Santiago National mit dem gerade gegründeten Juventus FC zu Santiago National Juventus und belegte unter diesem Namen den dritten Platz der ersten Liga. Die Fusion wurde 1942 gelöst. Größter Erfolg war der Sieg beim Campeonato de Apertura – zwischen 1933 und 1950 ein bedeutendes Vorsaisonturnier im chilenischen Fußballkalender – nachdem der Verein wieder zu seinem vorherigen Namen zurückgekehrt war.
In den späteren 1940er Jahren setzte aber ein Niedergang des Vereins ein, der 1949 in den Abstieg in das Amateurlager mündete. 1954 wurde der Santiago National FC schließlich aufgelöst.

## Erfolge
- Campeonato de Apertura: 1942